# متوسط توافقي
المتوسط التوافقي هو مقلوب الوسط الحسابي لمقلوب قيم المتغير، ويعطى بالعلاقة التالية :
{\displaystyle H={\frac {n}{{\frac {1}{x_{1}}}+{\frac {1}{x_{2}}}+\cdots +{\frac {1}{x_{n}}}}}={\frac {n}{\sum _{i=1}^{n}{\frac {1}{x_{i}}}}}={\frac {n\cdot \prod _{j=1}^{n}x_{j}}{\sum _{i=1}^{n}{\frac {\prod _{j=1}^{n}x_{j}}{x_{i}}}}}.}.